# Die Brandung vor Setúbal
Die Brandung vor Setúbal ist ein Hörspiel von Günter Eich, das am 2. Mai 1957 vom NDR, BR und hr unter der Regie von Fritz Schröder-Jahn gesendet wurde.

## Inhalt
Um 1590 in der Region Lissabon: 27 Jahre schon bringt Dona Catarina de Ataide in Setúbal zu. Der portugiesische König  hatte die ehemalige Hofdame der Königin – vermutlich einer Affäre mit dem Erzieher und Hofdichter Don Luiz Vaz de Camoes wegen – dorthin auf Lebenszeit verbannt.
Dona Catarina trauert der alten Liebe nach. Don Luiz habe die Dame in seinen Gedichten damals Natercia genannt.
Ein zufälliger Blick in einen Spiegel ihres Frühstückszimmers belehrt Dona Catarina, bereits etwa zehn Jahre lang trinkt sie aus der falschen Tasse. Nicht Lilienmuster, sondern die Tasse mit dem Rosenmuster hatte sie befohlen. Diese „Erleuchtung“ veranlasst Dona Catarina zu einer Reise nach der ihr doch ausdrücklich verbotenen Stadt Lissabon. Der geliebte Don Luiz, angeblich am 10. Juni 1580 in Lissabon an der Pest gestorben, könnte doch noch leben. Die Todesnachricht von vor über zehn Jahren könnte ein ebensolcher Irrtum sein wie das jahrelange Schokoladetrinken  aus der falschen Tasse.
Dona Catarina – außer beim Frühstück ganz dem Rotwein ergeben – lässt sich von ihrem Vorhaben nicht abbringen.
In Begleitung ihrer jungen Zofe Rosita und des Dieners Pedro macht sich die alte Dame mit zwei Kutschen auf den Weg. Das Porzellan sowie das schwere Silber führt die Reisende im Gepäck. Pedro hält die Herrin für geistesgestört. Denn als Einzige von den dreien hört sie in ihrem Domizil in Setúbal die Atlantik-Brandung und will in Lissabon einen Toten besuchen.
Unterwegs wird in der „Goldenen Schüssel“ eingekehrt. Der Wirt Don Felipe hat den Gasthof schwarz wie einen Sarg tünchen lassen. Don Felipe war mit Camoes früher in Indien, kann dessen Sonette rezitieren und bestätigt den Pesttod des Weggefährten zu oben genanntem Datum. Der Wirt rät Dona Catarina von der Weiterreise ab. In Lissabon grassiere wiederum die Pest. Dona Catarina ignoriert den gut gemeinten Rat und bestreitet sogar die Existenz dieser Seuche. Das Störrische an dieser Frau erinnert Don Felipe an seine Eselin Natercia.
Dona Catarina sucht in Lissabon Camoes’ ehemaligen javanischen Diener Ojao auf. Auf peinlich-strenges Befragen Catarinas verheddert sich Ojao in einen Widerspruch. Don Luiz sei in seinen Armen an der Pest gestorben, könnte aber auch noch leben. Dona Catarina lässt nicht locker. Sie befragt Camoes' Mutter. Die alte Dame gibt – nach dreißig Jahren noch – der Besucherin die Schuld am Unglück ihres geliebten Jungen. Camoes war in bitterster Armut gestorben.
Die verbannte ehemalige Hofdame bittet um eine Audienz beim König. Das Ersuchen stößt im königlichen Schloss zunächst auf taube Ohren. Nach Anläufen an aufeinanderfolgenden Tagen wird Catarina doch noch vorgelassen, nachdem sie ihren Grund zu der gewünschten Anhörung geäußert hat. Der Herrscher möge der Gealterten die verlorene Schönheit wiedergeben. Der König aber liegt tot in seinem Purpur. Am Morgen des Tages der Audienz war er an der Pest gestorben. Catarina steckt sich beim Berühren des königlichen Leichentuches an. Todgeweiht glaubt sie während der Rückreise nach Setúbal endlich an die Existenz der Pest. Gleichzeitig mit diesem Glauben kommt Dona Catarina das Wissen um den Tod des Geliebten.
Ihr Diener Pedro hat sich mit den zwei Kutschen und den Wertsachen darin aus dem Staube gemacht. Den Weg bis zur „Goldenen Schüssel“ legen Catarina und die „uninfizierbare“ Rosita zu Fuß zurück. Der barmherzige Wirt Don Felipe sattelt für die Kranke seine Eselin Natercia und verstaut Proviant für den letzten Ritt ins Asyl Setúbal in den Satteltaschen.

## Form
Die Komödie um das Leben und Sterben der „alternden“ Trinkerin Dona Catarina – einer „ehrwürdigen Lustspielfigur“ – erscheint als gelungen. Dazu zwei kleine Beispiele. Erstens fassen Pedro und Rosita vor Reiseantritt einen Plan. Sie wollen ihre Herrin ausrauben. Als die treuherzige Rosita der alten Frau das kriminelle Vorhaben brühwarm weitererzählt, reagiert die närrische Dona mit einem Heiterkeitsausbruch. Zweitens, die Dialoge der um Audienz bittenden Catarina mit dem Hofmarschall sind köstlich. Höflich-reserviert bescheinigt der hohe Staatsbeamte der hartnäckigen Besucherin auf humorige Art Dummheit, ja Irrsinn sogar.

## Produktionen
- 2. Mai 1957, NDR, BR und hr, Regie: Fritz Schröder-Jahn, Musik: Johannes Aschenbrenner. Elisabeth Flickenschildt sprach die Catarina, Gustl Halenke die Rosita, Hermann Lenschau den Pedro, Josef Dahmen den Wirt, Tilla Durieux Camoes' Mutter, Eric Schildkraut den Ojao und Gerhard Bünte den Hofmarschall.[6]
- 18. April 1958, ORF Tirol, Regie: Hermann Brix.
- 16. Juni 1960, SRG Zürich, Regie: Albert Rösler.[7]

## Rezeption
- Schwitzke[8] zitiert und deutet das Motto des Hörspiels: „Daran glauben müssen“[9]. Danach gäbe die Erfahrung des Todes Gewissheit und unser Leben sei durchaus keine Täuschung.[10]
- Auch Oppermann[11] geht auf solches Anliegen des Verfassers ein: Vermittels Sprache Wirklichkeit statuieren.[12] Dona Catarina habe sich in ihrem Verbannungsort Setúbal mit den Jahren eine äußerst fragwürdige Wirklichkeit zurechtgelegt, die im Verlaufe ihrer letzten Reise mit der draußen existenten Realität kollidiert.[13]
- Mit ihrer letzten Reise habe Catarina ihren Horizont erweitert.[14]
- Martin vermutet, bei dem Titel gebenden Rauschen der Brandung vor Setúbal könnte es sich um das Rauschen des Blutes in Catarinas Ohren handeln[15] und verweist auf die Charakterisierung des Geräuschs durch die Protagonistin am Anfang des Hörspiels (Catarina sagt, sie habe sich zuerst vor der Brandung, dem Inbegriff ihrer Verbannung, die Ohren zugehalten. Dann aber, mit den vielen Jahren, habe sich das „Rauschen der Höllenflammen... in das beruhigende Murmeln göttlicher Vergebung“[16] gemildert).

### Ausgaben
- Günter Eich: Stimmen. Sieben Hörspiele: Die Andere und ich. Allah hat hundert Namen. Das Jahr Lazertis. Die Mädchen aus Viterbo. Zinngeschrei. Festianus, Märtyrer. Die Brandung vor Setúbal. Suhrkamp, Frankfurt am Main 1958. 373 Seiten
- Günter Eich: Fünfzehn Hörspiele. (Geh nicht nach El Kuwehd. Träume. Sabeth. Die Andere und ich. Blick auf Venedig. Der Tiger Jussuf. Meine sieben jungen Freunde. Die Mädchen aus Viterbo. Das Jahr Lazertis. Zinngeschrei. Die Stunde des Huflattichs. Die Brandung vor Setúbal. Allah hat hundert Namen. Festianus, Märtyrer. Man bittet zu läuten) Suhrkamp, Frankfurt am Main 1966 (Reihe: Die Bücher der Neunzehn, Bd. 136), 598 Seiten

### Verwendete Ausgabe
- Günter Eich: Die Brandung vor Setúbal (1957). S. 305–342 in: Karl Karst (Hrsg.): Günter Eich. Die Hörspiele 2. in: Gesammelte Werke in vier Bänden. Revidierte Ausgabe. Band III. Suhrkamp, Frankfurt am Main 1991, ohne ISBN

### Sekundärliteratur
- Heinz Schwitzke (Hrsg.): Reclams Hörspielführer. Unter Mitarbeit von Franz Hiesel, Werner Klippert, Jürgen Tomm. Reclam, Stuttgart 1969, ohne ISBN, 671 Seiten
- Michael Oppermann: Innere und äußere Wirklichkeit im Hörspielwerk Günter Eichs. Diss. Universität Hamburg 1989, Verlag Reinhard Fischer, München 1990, ISBN 3-88927-070-0
- Sabine Alber: Der Ort im freien Fall. Günter Eichs Maulwürfe im Kontext des Gesamtwerkes. Diss. Technische Universität Berlin 1992. Verlag Peter Lang, Frankfurt am Main 1992 (Europäische Hochschulschriften. Reihe I, Deutsche Sprache und Literatur, Bd. 1329), ISBN 3-631-45070-2
- Wilfried Barner (Hrsg.): Geschichte der deutschen Literatur. Band 12: Geschichte der deutschen Literatur von 1945 bis zur Gegenwart. C. H. Beck, München 1994, ISBN 3-406-38660-1
- Sigurd Martin: Die Auren des Wort-Bildes. Günter Eichs Maulwurf-Poetik und die Theorie des versehenden Lesens. Diss. Universität Frankfurt am Main 1994. Röhrig Universitätsverlag, St. Ingbert 1995 (Mannheimer Studien zur Literatur- und Kulturwissenschaft, Bd. 3), ISBN 3-86110-057-6
- Hans-Ulrich Wagner: Günter Eich und der Rundfunk. Essay und Dokumentation. Verlag für Berlin-Brandenburg, Potsdam 1999, ISBN 3-932981-46-4 (Veröffentlichungen des Deutschen Rundfunkarchivs; Bd. 27)